# Soudní moc

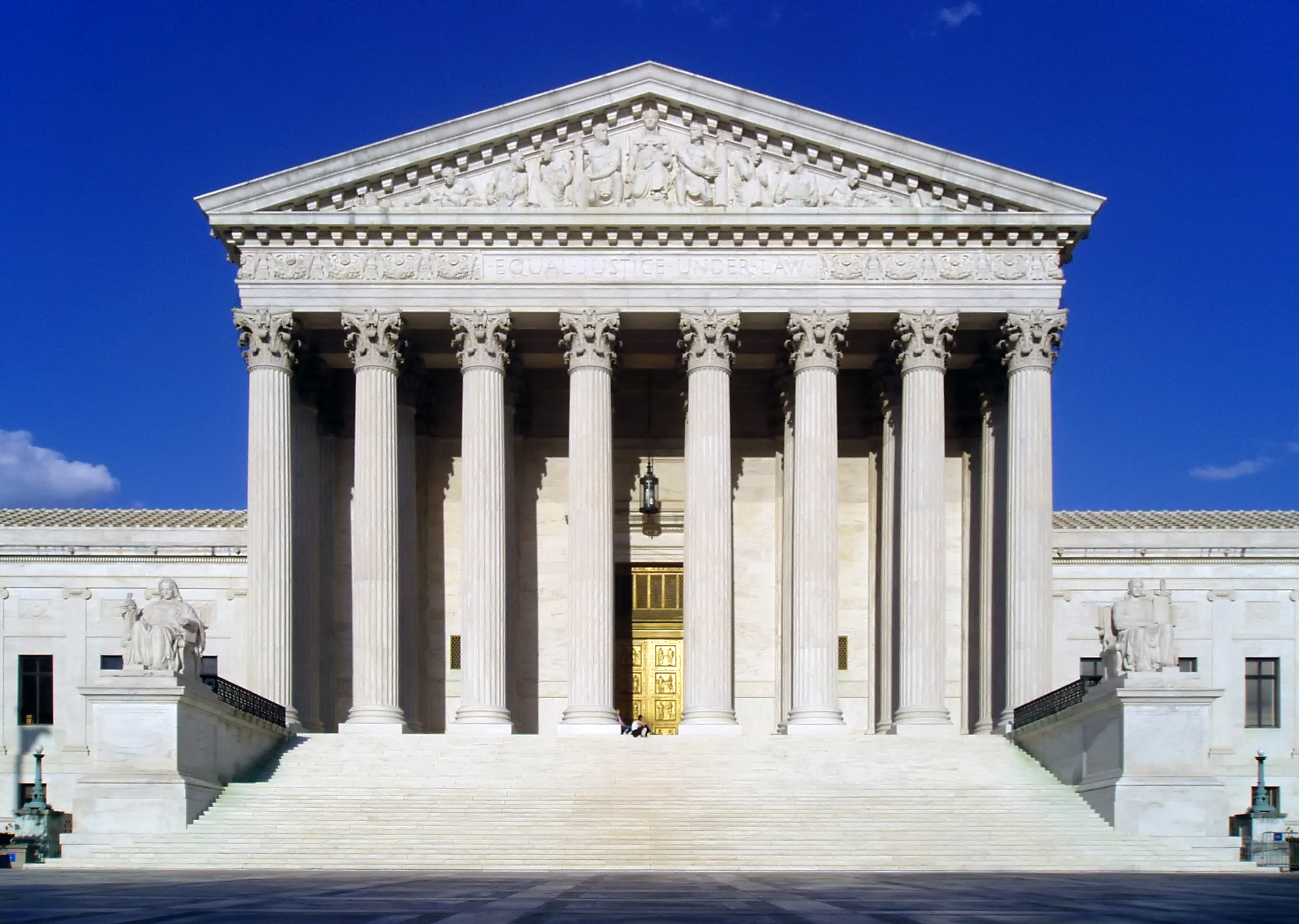
Nejvyšší soud USA

Soudní moc nebo též justice (někdy také judikativa) je vedle moci zákonodárné a moci výkonné jednou ze tří složek státní moci. Soudnictví vykonávají proto specifické státní orgány, kterými jsou nezávislé soudy. Ty zákonem stanoveným způsobem zajišťují v občanskoprávním řízení ochranu subjektivních práv, v trestním řízení rozhodují o vině a trestu za trestné činy, ve správním soudnictví přezkoumávají akty orgánů veřejné správy a v ústavním soudnictví rozhodují o souladu právních předpisů i rozhodnutí s ústavou, případně rozhodují i o dalších věcech, které jsou jim zákonem svěřeny.

## Výkon soudní moci
Soudní moc není odvozena od jiné státní moci, ale vždy přímo ze suveréna, kterými jsou v demokratických státech občané jako ti, z nichž vychází existence státní moci a její legitimnost. Toto její postavení vzniklo v euroamerickém prostoru dlouhodobým vývojem, když nejdříve jí, stejně jako mocí zákonodárnou a výkonnou, disponoval jediný absolutistický monarcha. Autonomnost a nezávislost soudní moci je proto také jedním ze základních znaků moderního právního státu a její výkon je pak díky tomu ovládán určitými obecnými zásadami:
- soudní moc vykonávají nezávislé soudy prostřednictvím nezávislých a nestranných soudců
- každý se u soudu může domáhat stanoveným postupem svého práva
- zákaz denegatio justitiae (soud nemůže ze své libovůle odmítnout se určitým případem zabývat)
- nikdo nesmí být odňat svému zákonnému soudci (ten je určen podle předem daných neutrálních pravidel obsažených v zákoně)
- účastníci řízení mají před soudem rovné postavení (včetně státu jako zvláštní právnické osoby)
- soudce je při svém rozhodování vázán jen zákony a prameny práva vyšší právní síly (ústavou a mezinárodními smlouvami s aplikační předností), nikoli podzákonnými předpisy
- soud rozhoduje v plné jurisdikci (nejen na základě práva, ale i na základě toho, co za skutkové okolnosti v konkrétním případě samostatně zjistí)

Na výkonu soudní moci se kromě odborně vzdělaných soudců mohou podílet i laické osoby, v České republice jako tzv. přísedící.

## Soudy

### Ústavní soud
Ústavní soud je zvláštním ústavním orgánem soudního typu, který chrání ústavnost tím, že na kvalifikovaný návrh posuzuje soulad jak právních předpisů, tak i rozhodnutí jiných orgánů s ústavou. Ve složených státech (federacích) může také rozhodovat o sporech mezi touto federací a jednotlivými federálními státy. V některých zemích (např. USA, Argentina, Indie, Japonsko, Dánsko, Irsko, Estonsko) není jako zvláštní soud zřízen a jeho roli pak přebírá Nejvyšší soud.

### Obecné soudy
Představují klasickou soustavu státních orgánů vykonávajících soudní moc, kterou v každém státě určuje jejich ústava a dále konkretizují zákony. V právním státě, kde platí oddělenost státních mocí, totiž nemohou být zřízeny jen na základě rozhodnutí orgánu výkonné moci, čímž jsou vyloučeny mimořádné soudy. V České republice je tato soustava čtyřčlánková:
- nejvyšší soudy (konkrétně Nejvyšší soud a Nejvyšší správní soud)
- vrchní soudy
- krajské soudy
- okresní soudy

Soudy jsou nejen nezávislé na jiných státních orgánech, ale i navzájem samy na sobě. V soustavě soudů tak neexistují vztahy nadřízenosti a podřízenosti, jako je tomu např. u státních zastupitelství. Pokud tedy soud vyššího stupně zruší rozhodnutí soudu I. stupně a věc mu vrátí se závazným právním názorem, učiní tak jen na základě zákonem svěřené pravomoci rozhodovat o opravných prostředcích, nikoli na základě svého „nadřízeného“ postavení. Např. krajský soud má ve svém obvodu působnosti určité okresní soudy, vůči nimž není nadřízen, ale jejichž rozhodnutí přezkoumá, pokud účastník daného řízení podá odvolání. Tato nezávislost však neplatí pro státní správu soudů, vykonávanou Ministerstvem spravedlnosti a předsedy vyšších soudů, ta totiž není výkonem soudní moci, ale moci výkonné.

## Soudci
Soudce je při výkonu soudní moci nezávislý, tedy není vázán žádnými pokyny, jak má rozhodnout. Musí být také nestranný a nesmí být podjatý, tzn. nesmí mít žádný vztah k věci, účastníkům řízení nebo k jejich zástupcům. Pro vyloučení konkrétního soudce z projednání a rozhodnutí věci stačí, je-li dána jen objektivní pochybnost o jeho nepodjatosti (judex suspectus).
Do své funkce je ustanoven buď volbou, nebo jmenováním. V České republice soudce jmenuje na časově neomezené období prezident republiky s kontrasignací premiéra či pověřeného člena vlády (zejména ministra spravedlnosti). Soudce nelze odvolat, ale podléhá kárné odpovědnosti, přičemž kárným opatřením může být až odvolání z funkce. Soudce Ústavního soudu jako zvláštní kategorie soudce je jmenován také prezidentem republiky, ale se souhlasem Senátu a na dobu 10 let, s možností opětovného jmenování.
Důležitou komponentou soudní moci ve vztahu k soudcům je otázka soudcovské samosprávy, která došla naplnění ve většině států Evropy, v České republice však zatím nikoli, když státní správu soudů vykonává Ministerstvo spravedlnosti a soudcovské rady při jednotlivých soudech jsou jen poradními orgány bez významnějších kompetencí. Další důležitou otázkou je otázka soudcova hmotného zabezpečení, která je sice jednou ze záruk jeho nezávislosti a nestrannosti, stejně jako jeho společenského postavení, neboť soudce právě z důvodu zaručení nestrannosti nemůže zastávat jakoukoli jinou funkci ve veřejné sféře a nesmí ani podnikat, ale která není v České republice ustálena a která je proto pravidelně řešena Ústavním soudem.